# Phoenix Pockets
Phoenix Pockets is een goed-geïllustreerde reeks van Uitgeversmaatschappij W. de Haan N.V. in Zeist die in 1958 begon met een 108 delen tellende serie. In gelijke uitvoering verschenen apart genummerd van 1 t/m 4 het werk van Jan Romein en Annie Romein-Verschoor: De Lage Landen bij de Zee en genummerd van 1 t/m 5: De Pelgrimstocht der Mensheid. Daarnaast werden op hetzelfde formaat uitgegeven in 12 delen: Kunstgeschiedenis der Nederlanden, in 30 delen: de Phoenix Bijbel Pockets en in 23 delen de Phoenix Klassieke Pocketreeks.

## De volgende pockets zijn verschenen
- 1. Kurt Lange: Egypte. Wonderen en geheimen van een grote oude cultuur
- 2. Herbert Kühn: Leven en kunst in de ijstijd
- 3. M. Boogaardt: Zo zijn onze atomen. Het grootse avontuur van de ontdekking en het gebruik der atoomenergie
- 4. E.N. Marais: De wonderwereld van de termietenstaat
- 5. Louis Armstrong: Mijn jeugd in New Orleans
- 6. W.H.C. Tenhaeff: Telepathie en helderziendheid
- 7. H. van Praag: Psychologie in theorie en practijk
- 8. H.D.F. Kitto: De Griekse beschaving
- 9. R.W.D. Oxenaar: De schilderkunst van onze tijd
- 10. Norbert Loeser: Levende muziek. Muziekgeschiedenis der laatste vier eeuwen.
- 11. Rene Guerdan: Byzantium. Grootheid en ondergang van een duizendjarig rijk.
- 12. Charles Wentinck: De moderne beeldhouwkunst in Europa
- 13. Dr. Hans Volkmann: Cleopatra. Politiek en propaganda in de oudheid.
- 14. M. Brandenburg: Uit het leven van baby en kleuter
- 15. C.D.J. Brandt: Geschiedenis van de Tweede Wereldoorlog
- 16. F. van der Meer: Oud-christelijke kunst
- 17. Dr. Paul Sethe: Geschiedenis van Rusland
- 18. A.A. Kampman e.a.: Het Midden-Oosten. Centrum der wereld
- 19. R.S.R. Fitter en R.A. Richardson: Veldgids voor vogels
- 20. Dr. H. Müller: Chemie verovert de wereld. De betekenis der chemie voor de samenleving en voor ons dagelijks leven
- 21. n.n.: Phoenix-Wereldatlas
- 22. Leonard Cottrell: De bakermat van onze cultuur
- 23. Dr. Edith Hamilton: De Romeinse beschaving
- 24. E. Franquinet: De sprong in de derde dimensie
- 25. Joan Evans: Leven in de Middeleeuwen
- 26. H. van Praag: Spiegel der Chinese beschaving
- 27. Mr. S. Slagter: De mens in maatschappij, techniek en cultuur
- 28. J. Bokma, E. Penkala en H. van Praag: De wereld van het dier ontsloten
- 29. H. van Praag: De kunst van het opvoeden
- 30. Dr. Anne Berendsen: Het meubel. Van gotiek tot Biedermeier
- 31. Dimitri Merejkowski: Het leven van Leonardo da Vinci
- 32. Prof. Dr. I.M. v.d. Vlerk en Prof. Dr. PH. H. Kuenen: Logboek der aarde
- 33. G.Z. Braun e.a.: Op zoek naar de onbekende
- 34. Th.P. Van Baaren: Van maansikkel tot rijzende zon
- 35. Frithjof van Thienen: Acht eeuwen West-Europees kostuum
- 36. Gerard Walter: Nero. Keizer en tiran
- 37. Charles Wentinck: Geschiedenis van de Europese schilderkunst
- 38. Chrétien de Troyes: Parsival. De geschiedenis van de Graal
- 39. Rene Guerdan: De dogenstaat Venetië
- 40. Tamara Talbot Rice: Russische kunst
- 41. H. Arends, H. Jans, E. Penkala en H. van Praag: Levend Afrika
- 42. Karl Kerényi: Griekse mythologie
- 43. Mr. L.O. Schuman: De Arabieren: Cultuurgeschiedenis van de Arabische wereld
- 44. A. Goodwin: De Franse revolutie
- 45. Harold Lamb: Alexander de Grote
- 46. E.H. Ter Kuile: De bouwkunst van Hellas tot heden
- 47. E.M. Blanken e.a.: Kindertekeningen
- 48. A. Portmann: Het beeld van de mens. In het licht van de moderne biologie
- 49. Paul Herrmann: Nieuwe ontdekkingen onder de middernachtzon
- 50. Jacob Burckhardt: Rubens
- 51. R. Bernard: Mau Mau. Katten in kunst en in literatuur
- 52. Paul Herrmann: Nieuwe ontdekkingen in het Verre Oosten en Zuiden
- 53. C.D.J. Brandt: Kruisvaarders naar Jeruzalem
- 54. E.J. Dijksterhuis & T.J. Forbes: Overwinning door gehoorzaamheid I: Van Thales tot Newton
- 55. E.J. Dijksterhuis & T.J. Forbes: Overwinning door gehoorzaamheid II: Van Newton tot Lorentz
- 56. W.L.M.E. Van Leeuwen: Nieuwe romanciers
- 57. J.M. Richards: Moderne architectuur
- 58. E.O. Reischauer: Geschiedenis van Japan
- 59. Prof. Dr. Hermann Beckh: Boeddha en zijn leer
- 60. Harold Lamb: Hannibal
- 61. G. Schenkel: Gandhi. Leven en werk
- 62. Dr. Anne Berendsen: Kunstschatten van Rome
- 63. Karl Kerényi: Griekse heldensagen
- 64. Herman Grimm: Goethe
- 65. C.M. Stibbe: Geschiedenis van het Romeinse Rijk
- 66. Dr. Th.P. Van Baaren: Dans en religie. Vormen van religieuze dans in heden en verleden
- 67. A. Portmann: Het dier en zijn verschijning
- 68. H. von Einem: Michelangelo
- 69. Anne Berendsen: Verborgenheden uit het oude Delft
- 70. Antoon Vloemans: Erasmus
- 71. Mario Prodan: De kunst van China
- 72. L.J.F. Wijsenbeek en J.J.P. Oud: Mondriaan
- 73. John Neale: Koningin Elisabeth I
- 74. E. Mulder: Zon, maan en sterren
- 75. H. van Praag: Wijsheid en schoonheid van India
- 76. Alan Moorehead: De Russische revolutie
- 77. J. Hammes: Edelstenen
- 78. Charles Wentinck: Moderne kunst in Nederlandse musea
- 79. M.J. Krück von Poturzyn: Garibaldi
- 80. Michael Gough: De eerste Christenen
- 81. Dr. J. Jacobi: De psychologie van Jung
- 82. W.L.M.E. van Leeuwen: Drie vrienden; Marsman, Du Perron en Ter Braak
- 83. H. Wansink e.a.: Zeven pijlen, negen pennen
- 84. Herman Grimm: Rafaël
- 85. Charles Wentinck: Torens, tempels en taveernen
- 86. R.J. Forbes: Vijftig eeuwen olie
- 87. Janko Lavrin: Leo Tolstoj
- 88. M.J. Krück von Poturzyn: Jeanne d'Arc
- 89. Paul van 't Veer: Daendels. Maarschalk van Holland
- 90. C. Bornkamm: Jezus van Nazareth
- 91. C. Giedion-Welcker: Paul Klee
- 92. J. Levron: Madame de Pompadour
- 93. Th.P. van Baaren: Mensen tussen Nijl en zon
- 94. W.H.C. Tenhaeff: Para-psychologische verschijnselen in het dagelijks leven
- 95. A.G.H. Bachrach e.a.: Rondom Shakespeare
- 96. C.M. Stubbe: Kreta en Mykene
- 97. J.P. Clebert: De zigeuners
- 98. C. Aldred: Het land der Farao's
- 99. J.S. Bartstra: Adolf Hitler
- 100. Charles Wentick: De vrouw in de kunst
- 101. William Watson: Het oude China
- 102. H. van Praag: Psychologische Encyclopedie
- 103. W. Koonings: 19e-eeuws zilver
- 104. W.L.M.E. Van Leeuwen: Beschouwingen over Nederlandse auteurs van 5 generaties
- 105. A.G. Woodhead: Kunst en beschaving der West-Grieken
- 106. Dr. D. Burgers: Galileo Galileï
- 107. E. Franquinet: Jules Verne
- 108. C. Wilkeshuis: Jan van Ruusbroec